# Muntinlupa

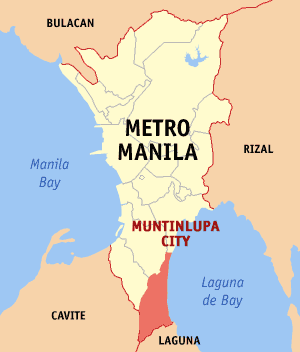
Muntinlupas läge i Metro Manila.

Muntinlupa (officiellt City of Muntinlupa) är en stad på ön Luzon i Filippinerna. Den ligger i Metro Manila och har 379 310 invånare (folkräkning 1 maj 2000).
Staden är indelad i nio smådistrikt, barangayer, varav samtliga är klassificerade som tätortsdistrikt.